# Gornja Otulja
Gornja Otulja (em cirílico: Горња Отуља) é uma vila da Sérvia localizada no município de Vranje, pertencente ao distrito de Pčinja, na região de Južno Pomoravlje. A sua população era de 5 habitantes segundo o censo de 2011.

## Demografia
| 1948 | 1953 | 1961 | 1971 | 1981 | 1991 | 2002 | 2011 |
| ---- | ---- | ---- | ---- | ---- | ---- | ---- | ---- |
| 79   | 93   | 83   | 67   | 49   | 25   | 13   | 5    |